# Petru Sescu

Bischofswappen von Petru Sescu

Petru Sescu (* 3. April 1965 in Săbăoani, Kreis Neamț, Moldau, Rumänien) ist ein rumänischer römisch-katholischer Geistlicher und Weihbischof in Iași.

## Leben
Petru Sescu studierte Philosophie und Theologie am Theologischen Institut St. Iosif des Bistums Iași, für das er am 26. Mai 1991 in Rom von Papst Johannes Paul II. das Sakrament der Priesterweihe empfing.
Neben verschiedenen Aufgaben in der Pfarrseelsorge war er Erzieher am Knabenseminar des Bistums in Bacău und später Diözesanökonom. Bis zur Ernennung zum Weihbischof war er zuletzt Pfarrer und Dekan in Bacău-Centro.
Papst Franziskus ernannte ihn am 30. September 2021 zum Titularbischof von Murcona und zum Weihbischof im Bistum Iași. Die Bischofsweihe spendete ihm der Bischof von Iași, Iosif Păuleţ, am 11. November desselben Jahres in der Kathedrale St. Maria Königin in Iași. Mitkonsekratoren waren dessen Amtsvorgänger Petru Gherghel und der Erzbischof von Bukarest, Aurel Percă, der vor Sescu Weihbischof in Iași gewesen war.